# Cassidula labrella
Cassidula labrella е вид охлюв от семейство Ellobiidae. Видът не е застрашен от изчезване.

## Разпространение
Разпространен е в Джибути, Еритрея, Кения, Мозамбик, Сомалия и Танзания.